# Ruppert Jones
Ruppert Sanderson Jones (né le 12 mars 1955 à Dallas, Texas, États-Unis) est un joueur de la Ligue majeure de baseball qui a joué pour les Royals de Kansas City (1976), les Mariners de Seattle (1977-79), les Yankees de New York (1980), les Padres de San Diego (1982-83), les Tigers de Detroit (1984) et les Angels de la Californie (1985-87).
Représentant des Mariners au match des étoiles en 1977 et des Padres au match des étoiles de 1982, Ruppert Jones gagne la Série mondiale 1984 avec les Tigers. Dans sa carrière de 12 saisons, il frappe 1103 coups sûrs en 1331 parties jouées.